# Camponotus nicobarensis
Camponotus nicobarensis é uma espécie de inseto do gênero Camponotus, pertencente à família Formicidae.